# 4384 Henrybuhl
A 4384 Henrybuhl (ideiglenes jelöléssel (4384) 1990 AA) a Naprendszer kisbolygóövében található aszteroida. Tsutomu Hioki, Hayakawa S. fedezte fel 1990. január 3-án.